# Китоловы
«Китоловы» (англ. The Whalers) — короткометражный рисованный мультфильм с участием Микки Мауса, созданный компанией Walt Disney Productions и выпущенный RKO Radio Pictures 19 августа 1938 года. Сюжет — это пародия на роман Моби Дик Германа Мелвилла.

## Сюжет
Микки Маус, Дональд Дак и Гуфи на китобойном судне в поисках китов.

## Создатели
- Режиссёры: Дэвид Хэнд, Дик Хьюмер
- Сценарист: Отто Инглэндер
- Озвучивание: Кларенс Нэш (Дональд Дак), Пинто Колвиг (Гуфи), Уолт Дисней (Микки Маус)
- Продюсер: Уолт Дисней
- Композитор: Элберт Хей Малотт
- Аниматоры: Арт Бэббит, Престон Блэр, Аль Юджстер, Эрик Ларсон, Robert G. Leffingwell, Эдвард Лав, Джошуа Медор, Ли Морхауз, Франк Орб, Арт Палмер, Дон Паттерсон, Милт Шаффер, Луи Шмитт, Марвин Вудворд

## Релиз
- США — 19 августа 1938
- Великобритания — сентябрь 1938
- Швеция — 5 декабря 1938
- Франция — 1945
- Италия — 8 апреля 1960

### Телевидение
- Великолепный мир цвета — Эпизод #4.24
- Good Morning, Mickey —  Эпизод #3
- Disney's Coyote Tales
- Mickey's Mouse Tracks —  Эпизод #70
- Donald's Quack Attack — Эпизод #21
- The Ink and Paint Club — Эпизод #1.10
- Have a Laugh! — Эпизод #16
- Treasures from the Disney Vault — 9 марта 2016

### Домашний релиз

#### VHS
- Mickey Mouse and Donald Duck Cartoon Collections — Часть 1

#### DVD
- Walt Disney Treasures
  - "Mickey Mouse in Living Color"
- Have a Laugh! — Часть 3

## Название
- Оригинальное название — The Whalers
- Аргентина — Los balleneros
- Бразилия — Caça à Baleia
- Германия — Wal in Sicht
- Испания — Los balleneros
- Италия — Topolino, Pippo e Paperino cacciatori di balene
- СССР (Русское название) — Китоловы
- Финляндия — Valaanpyytäjät
- Франция — Chasseurs de baleines
- Швеция — Musse Pigg på valfångst / Musse Pigg som valfångare

## Награды
Микки Маус получил звезду на аллее славы в Голливуде.